# Flejma
Flejma eller flame:a är en försvenskning av engelskans flame "flamma (upp); elda (på)" (företeelsen kallas flaming). Begreppet används för att beskriva diskussioner på elektroniska forum som går över styr och börjar fokusera på att förolämpa motståndaren istället för på sakfrågor. På skrivarsajter, communities, används begreppet också för att beskriva oseriösa påhopp. I engelskan utvecklades ordet "flame" till att få denna betydelse på ett antal amerikanska universitet under 1960-talet, men det kan hända att begreppet är betydligt äldre än så. Den försvenskade formen flejma noterades i Bonniers svenska ordbok i dess nionde upplaga 2009.
Ordet bashing, 'att slå hårt (på något)', används nästan synonymt med att flejma, men har en bredare betydelse. Det kan bland annat användas i sammansättningar som exempelvis blonde-bashing, 'att tala nedsättande om blondiner'.
Fisking används med likartad betydelse till flejma. Fisking används inom bloggvärlden för hård, djupgående kritik efter Andrew Sullivans kritik av brittiske journalisten Robert Fisk.